# Chilothorax okadai
Chilothorax okadai är en skalbaggsart som beskrevs av Takeshiko Nakane 1951. Chilothorax okadai ingår i släktet Chilothorax och familjen Aphodiidae. Inga underarter finns listade i Catalogue of Life.